# Алексеев, Валентин Петрович (Герой Социалистического Труда)
Похоронен на Осташевское-1 Московской области, городской округ Волоколамск, деревня Осташево
Валентин Петрович Алексеев (19 октября 1939 года — 14 июня 2022 года) — бригадир слесарей-сборщиков НИИ автоматической аппаратуры Министерства радиопромышленности СССР, город Москва, Герой Социалистического Труда (1988).

## Биография
Родился 19 октября 1939 года в деревне Жуково Солнечногорского района Московской области в крестьянской семье.
Окончил среднюю школу и профессиональное училище.
С 1957 года работал слесарем-сборщиком на Московском электромашиностроительном заводе имени С. М. Кирова.
С 1958 года служил в Советской Армии. В 1961 году уволен в запас.
С 1962 года — слесарь-сборщик на предприятии «Вымпел».
С 1963 года на протяжении 34 лет трудился бригадиром слесарей-сборщиков в Научно-исследовательском институте автоматической аппаратуры в Москве. Специалист высочайшего уровня. За время работы в институте участвовал в изготовлении и наладке более 15 автоматизированных систем управления специального и народно-хозяйственного назначения, которые, как правило, выпускались впервые в стране. Постоянно выезжал в командировки для работ по монтажу и вводу в эксплуатацию средств автоматизации на военных и гражданских объектах систем управления. Автор 37 рационализаторских предложений.
На пенсии с 1997 года.
Жил в Москве. Умер 14 июня 2022 года. Похоронен на Осташковском-1 кладбище (Мытищинский район Московской области).

## Награды[1]
- Герой Социалистического Труда (1988) — за выдающиеся успехи в освоении производства новой техники («закрытый» указ)
- Орден Ленина (1988)
- Орден Октябрьской Революции (1981)
- Орден Трудового Красного Знамени (1974)
- медали